# Languimberg
 Languimberg  es una comuna y población de Francia, en la región de Lorena, departamento de Mosela, en el distrito de Sarrebourg y cantón de Réchicourt-le-Château.
Su población en el censo de 1999 era de 175 habitantes.
Está integrada en la Communauté de communes du Pays des Étangs .

## Demografía
| 226 | 228 | 224 | 221 | 189 | 175 |
| Para los censos de 1962 a 1999 la población legal corresponde a la población sin duplicidades (Fuente: INSEE [Consultar]) |     |     |     |     |     |